# 瓦莱克罗夏
瓦莱克罗夏（義大利語：Vallecrosia），是意大利因佩里亚省的一个市镇。总面积3.55平方公里，人口7245人，人口密度2040.8人/平方公里（2009年）。ISTAT代码为008063。